# 資產

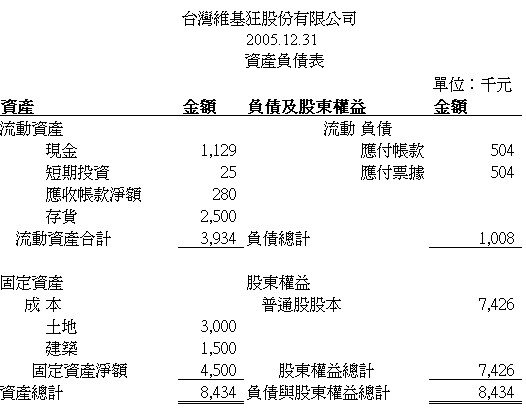
資產負債表中的資產列法

資產（英語：Asset），在會計學上指一企業透過交易或非交易事項所獲得之經濟資源，能以貨幣衡量，並預期未來能提供效益者。资产，就是能够为个人或企业带来收益的东西。在財務會計中，資產是企業擁有的任何資源，如机器、厂房、商誉、专利等有形资产与无形资产。一般来说，资产体现了一种所有权，货币可以兑换商品体现了选择权。

## 概述
依據資產的一般定義，它具有下述特性：
- 該事物存在未來的經濟價值。「未來的經濟價值」是指，特定企業（或組織）若擁有該事物（資產），則可以利用其來產生（增加）企業未來的現金流入，或利用其替代（減少）企業未來發生的現金流出。
- 該事物產權被特定企業控制。
- 若某事物屬於資產（存在未來的經濟價值），但非某企業可控制，則某企業無法利用其經濟價值，故該事物對於某企業不屬於資產。
- 若該事物屬於公共財產，雖然該事物對特定企業可能存在未來的經濟價值，但公共財非被特定企業所控制，故公共財皆不為特定企業的資產。

### 其他定義
美國日裔羅伯特·清崎對資產的定義是：當持有一項物品，這物品會自動使現金流向你的口袋，就是資產。
国际财务报告准则(IFRS) ：资产是由于过去的事件形成且由实体控制的资源，预计未来的经济利益将从该资源流向实体。

## 资产的分类
1. 按形态分：有形，无形
2. 是否具有综合获利：单项资产;整体资产（车间，企业整体）
3. 是否独立存在：可确指资产;不可确指资产（不能脱离有形资产而单独存在的资产，商誉）
4. 按时间，持有期限分：短期资产;长期资产

### 资产定义几种观点
- 未消逝成本观：未消逝成本观是对资产性质的早期描述。美国著名会计学家佩顿和利特尔顿在《公司会计准则导论》（an introduction to corporate standard，1940）中明确提出了未消逝成本观。他们认为：“……成本可以分为两部分，其中已经消耗的成本为费用，未耗用的成本为资产……”也就是说，他们认为资产是营业或生产要素获得以后尚未达到营业成本和费用阶段的那部分余额，是成本中未消逝的那部分余额。显然，这种观点同历史成本会计模式是密不可分的。它着重从会计计量的角度来定义资产，强调了资产取得与生产耗费之间的联系。
- 借方余额观：资产定义的借方余额观是由美国会计师协会（美国执业会计师协会的前身）所属的会计名词委员会在其颁布的第1号《会计名词》（1953）中提出来的。该公告认为：“资产是由借方余额所体现的某种东西。这一借方余额是按照公认会计原则或规则从结平的各账户中结转过来的，前提是这一借方余额不是负值。作为资产，它代表的或者是一种财产权利，或者是所取得的价值，有的则是为取得财产权利或为将来取得财产而发生的费用支出”。这一认识的基本特征是将资产视为借方余额的体现物。据此，不仅借方余额所体现的应收账款、存货、设备、厂房等要确认为资产，而且由借方余额所体现的递延费用等项目也可以确认为资产。显然，这种观点只是从会计结账技术的角度来理解资产，很难说是在描述资产的性质。
- 经济资源观：经济资源观是关于资产定义的颇具影响的一种观点。1957年，美国会计学会发表的《公司财务报表所依恃的会计和报表准则》中明确指出：“资产是一个特定会计主体从事经营所需的经济资源，是可以用于或有益于未来经营的服务潜能总量”。对资产的这一认识，第一次明确地将资产与经济资源相联系，虽然它并未正面提到无形资产的内容，但这一定义至少可能将无形资产包纳其中。另外，它也明确了资产与特定会计主体之间的关系，即特定会计主体能够借助资产业从事未来经营。1970年，美国会计准则委员会在其发布的第4号公告中提出了一个资产定义：“资产是按照公认会计原则确认和计量的企业经济资源，资产也包括某些虽不是资源但按照公认会计原则确认和计量的递延费用”。这一定义虽然明确指出资产的实质是经济资源，接受了“经济资源”这一新认识，但它却认为，经济资源应否视为资产，取决于公认会计原则的确认和计量标准，这就把资产的实质与资产的确认和计量之间的主从关系颠倒了。
- 未来经济利益观：目前比较流行的资产定义体现了未来经济利益观的观点。1962年，穆尼茨（moonitaz）与斯普劳斯（r.t.sprouse）在《会计研究论丛》第3号——《企业普遍适用的会计准则》这一文献中明确提出：“资产是预期的未来经济利益，这种经济利益已经由企业通过现在或过去的交易获得。”现在的美国财务会计准则委员会（fasb）在《财务会计概念公告》第6号（sfac no.6）中提出：“资产是可能的未来经济利益，它是特定个体从已经发生的交易或事项中所取得或加以控制的。”

未来经济利益观认为，资产的本质在于它蕴藏着未来的经济利益。因此，对资产的确认或判断不能看它的取得是否支付了代价，而要看它是否蕴藏着未来的经济利益。在现实中，虽然成本是资产取得的重要证据之一，而且成本还是资产计量的重要属性，但是，成本的发生并不一定导致未来的经济利益，而未来经济利益的增加也并不必然会发生成本，例如，业主投资、接受捐赠等。所以，未消逝成本观将未耗用的成本看成是资产，视资产为成本的组成部分，是不切实际的。而经济资源观强调资产的经济资源属性，把一些不是经济资源但有助于实现未来经济利益的或减少未来经济损失的项目如某些备抵项目排斥除在资产之外。未来经济利益观则将这些项目合乎情理地包括在资产之中。因此，我们说未来经济利益相对于其他观点来说更加全面、合理。
财务会计中资产的一般学术定义：资产指预计有助于生产未来现金流入或减少未来现金流出的经济资源.
资产定义应包括两个要义：
- 资产的经济属性即能够为企业提供未来经济利益，这也是资产的本质所在。也就是说，不管是有形的还是无形的，要成为资产，必须具备能产生经济利益的能力，这是资产的第一要义。
- 资产的法律属性即必须是为企业所控制，也就是说，资产所产生的经济利益能可靠地流入本企业，为本企业提供服务能力，而不论企业是否对它拥有所有权，这是资产的第二要义。

## 分類
會計學上對資產的分類：
1. 依據是否有具體形體分類
  1. 有形資產
  2. 無形資產
2. 依據期限的長短分類
  1. 固定資產
  2. 流動資產
3. 依據資產所有權分類
  1. 貸方權益（負債）
  2. 所有者权益